# Henry Thomas Colebrooke
Henry Thomas Colebrooke (Londres, 15 de junio de 1765 - ibíd. 18 de marzo de 1837) fue un orientalista y botánico británico.

## Biografía
Era el tercer hijo de sir George Colebrooke, segundo barón. Fue educado en su casa; recién a los quince tomó clases de los clásicos y de matemática. De los doce a los dieciséis residió en Francia.
En 1782 obtuvo un trabajo de escribiente de barco en la India. Un año después, trabajó en un estudio de contadores en Calcuta. Tres años más tarde, en 1786, se mudó por un trabajo en Tirhut. En 1789 llegó a Purnia, donde investiga los recursos de esa parte del país, publicando su Señales de la ganadería y del comercio de Bengala, impreso privadamente en 1795, cuando se avoca a mercadear libremente entre Gran Bretaña e India.
Después de once años de residencia india, Colebrooke comienza estudios del idioma sánscrito; y traduce el gran Digesto de leyes indias, monumental estudio de las leyes de la India que no habían sido terminadas por sir William Jones. Tradujo los dos tratados, el Mitaksara de Vijnaneshwara y el Daia-bhaga de Yimuta-Vajana (siglo XII), bajo el título de Ley de herencia. En 1799 se trasladó a Nagpur para una misión especial, y a su retorno fue nombrado juez de la nueva corte de apelaciones, que más tarde presidió.
En 1805, fue profesor de leyes hindúes y de sánscrito en la Facultad de Fort William (India). Durante su residencia en Calcuta, escribió su Gramática sánscrita (1805), algunos ensayos sobre las ceremonias religiosas de los hindúes, y su Ensayo sobre los “Vedas” (1805), que por un largo tiempo fue el trabajo estándar en inglés sobre ese tema. En 1807 se convirtió en miembro del concilio, retornando a Inglaterra siete años después (1814).
Fue director de la Real Sociedad Asiática, y muchos de los más valiosos documentos publicados en Transactions fueron comunicados por él.
En 1873, su hijo, sir T. E. Colebrooke, publicó un ensayo póstumo sobre la vida de su padre, como parte de la reimpresión de Ensayos misceláneos.

## Obra
- Con William Jones. Digest of Hindu Laws, 1793.

- Remarks on the Husbandry and Internal Commerce of Bengal, Calcuta, 1804.

- A grammar of the Sanscrit language, Calcuta 1805

- Essay on the Vedas, 1805.

- ed. “Kosha”, or Dictionary of the Sanskrit Language by Umura Singha con una interpretación en inglés, y anotaciones de H. T. Colebrooke. [1807]. Calcuta (India): Haragobinda Rakshit, 3.ª edición, 1891. Copia online en la biblioteca de la Universidad de Míchigan, desde 7 de septiembre de 2006.

- Dictionary of the Sanskrit Language, Serampore 1808

- Algebra with arithmetic and mensuration from the Sanskrit of Brahmegupta and Bhascara , Londres 1817

- Description of select Indian Plants, Transactions of the Linnean Society of London, 1818

- On Boswellia and certain Indian Terebinthaceae, p. 355-370, 2 planchas 1827

- Henry Thomas Colebrooke (1837): Miscellaneous essays. Londres: W. H. Allen & Co. copia escaneada disponible en la Biblioteca de Harvard Univ. desde 12 de agosto de 2005.

- Miscellaneous essays, 2 v. 1857, reeditado 1873

- Ceylon - Reports of Lientnant-General Colebrooke and Charles Hay Cameron, Esq. House of Commons 1832

- Henry Thomas Colebrooke. (1858). On the Religion and Philosophy of the Hindus (Sobre Religión y Filosofía de los Hindúes). Londres: Williams & Norgate.-copia escaneada de este raro libro disponible en la Biblioteca de Harvard Univ. desde 13 de noviembre de 2006

## Honores

### Eponimia
- (Lamiaceae) Colebrookea Sm.[1]